# Ben Wallace (polityk)
Sir Robert Ben Lobban Wallace (ur. 15 maja 1970 w Londynie) – brytyjski polityk pełniący funkcję sekretarza stanu ds. obrony od 24 lipca 2019 do 31 sierpnia 2023. Kapitan rezerwy wojsk lądowych Brytyjskich Sił Zbrojnych. W latach 1999–2003 poseł do Parlamentu Szkockiego, zaś od 2005 do 2024 poseł do Izby Gmin. Członek Partii Konserwatywnej. 

## Życiorys
Urodził się w Wielkim Londynie (gmina Bromley, dzielnica Farnborough). Jest synem żołnierza, służącego m.in. na Malajach.
W 1991 ukończył Royal Military Academy Sandhurst i rozpoczął służbę w Scots Guards. W latach 1991–1998 służył w Niemczech, na Cyprze, w Belize oraz Irlandii Północnej. Od 1998 pozostaje oficerem rezerwy.
W 1999, z powodzeniem kandydował w pierwszych wyborach do Parlamentu Szkockiego. Mandat poselski sprawował do końca kadencji w 2003 i nie ubiegał się o reelekcję. 
W wyborach w 2005 po raz został wybrany do Izby Gmin z okręgu wyborczego Lancaster and Wyre. Po jego zniesieniu, wybierany był z okręgu Wyre and Preston North w latach: 2010, 2015, 2017 i 2019. 
Podczas kampanii przed referendum w 2016, opowiadał się za pozostaniem Zjednoczonego Królestwa w Unii Europejskiej.
W latach 2019 – 2023 był Ministrem obrony Wielkiej Brytanii w kolejnych rządach premierów: Borisa Johnsona, Liz Truss oraz Rishiego Sunaka.
Ben Wallace przebywał w Polsce w listopadzie 2021 roku w związku z kryzysem migracyjnym na granicy polsko-białoruskiej.
Nie kandydował w wyborach parlamentarnych w 2024.
Od 2001 jest żonaty z Lizą Cooke, z którą ma córkę i dwóch synów.

## Odznaczenia
- Medal Służby Ogólnej (Wlk. Brytania, 1993)[1]
- Medal Diamentowego Jubileuszu Królowej Elżbiety II (Wlk. Brytania, 2012)[11]
- Medal Platynowego Jubileuszu Królowej Elżbiety II(inne języki) (Wlk. Brytania, 2022)[12]
- Order Księcia Jarosława Mądrego II Klasy (Ukraina, 2022)[13]
- Order Krzyża Ziemi Maryjnej III Klasy (Estonia, 2024)[14]
- Kawaler Komandor Orderu Łaźni (Wlk. Brytania, 2024)[15]